# Psychologie kultury
Psychologie kultury, také uváděna jako kulturní psychologie, je interdisciplinární psychologická disciplína, jejíž vznik lze datovat do počátku 21. století. Zajímá se o vliv kultury na psychologické procesy a pracuje s tradicemi, jazykem i světovými názory jedince. Díky své mezioborovosti spolupracuje tato disciplína mimo jiné s antropologií, sociologií a jinými humanitními vědami.